# هنری هموند
هنری هموند (به انگلیسی: Henry Hammond) بازیکن فوتبال زادهٔ ۲۶ نوامبر ۱۸۶۶ اهل کشور انگلستان بود که سابقهٔ بازی در تیم ملی فوتبال انگلستان را در کارنامهٔ خود دارد. وی در تاریخ ۱۳ آوریل ۱۸۸۹ تنها بازی ملی خود را در مقابل تیم ملی فوتبال اسکاتلند انجام داد.